# Pierre Alphonse Laurent
Pierre Alphonse Laurent (18 de julio de 1813 – 2 de septiembre de 1854) fue un matemático y oficial militar francés conocido por su trabajo de las series de Laurent en 1843, una forma de expresar una función en una serie infinita en serie de potencias, generalizando a la serie de Taylor.
Nacido en París, Francia,  Pierre Laurent ingresó en la École Polytechnique de París en 1830, Laurent se graduó en 1832, siendo el mejor alumno ese año, e ingresó al cuerpo de ingenieros como teniente segundo. Luego asistió a la École d'Application en Metz hasta que fue enviado a Argelia.